# Copenhagen Historic Grand Prix
Copenhagen Historic Grand Prix er et motorsports-arrangement med veteranbiler, der afholdes årligt i Bellahøj i København. Det er blevet afholdt siden 2001 (i Fælledparken fra 2001-2012), og det ligger den første weekend i august. Prins Joachim er protektor for arrangementet, og har deltaget regelmæssigt sammen med adskillige danske og internationale professionelle racerkørere.
Bilerne konkurrerer i forskellige klasser inklusive et stort antal biler i præ-anden verdenskrig-klassen. Omkring 200 veteranbiler deltager. Dette tæller bl.a. Bentleyer fra 1920'erne, Bugatti'er fra 1930'erne, Jaguarer og Porscher fra 1950'erne og Lotus Cortinaer, Alfa Romeoer og Jaguar E-Type'er fra 1960'erne.
Royal Pro-Am Class er en klasse, hvor prins Joachim og andre amatører deler deres biler med professionelle racerkørere. I 2008 deltog 25 kørere fra Le Mans, inklusive den otte-dobbelte vinder Tom Kristensen.
Udover adskillige racerløb, så foregår der også forskellige demonstrationer, præsentationer og bilshows med fokus på veteranbiler.
I 2015 medvirkede en Zenvo ST1, som er en moderne superbil, der fra Danmark. Bilen brød i brand under arrangementet så føreren var nødt til at forlade bilen.